# Derek Gores
Pour les articles homonymes, voir Gores.
 (octobre 2017).
Derek Gores est un plasticien américain né à New York en 1971. 

## Biographie
Diplômé en Licence d'arts plastiques à l'École de design de Rhode Island en 1993, pour la création de ses œuvres de collages sur toile, il recycle des magazines, des étiquettes et  matériaux de toutes sortes. Couleurs, formes et styles sont alors classés et arrangés pour former des toiles recherchées et appréciées.

## Inspirations et origine du collage
Inspiré par des artistes reconnus comme Gustav Klimt, Egon Schiele ou encore Max Ernst, Derek Gores réalise des œuvres aux notes classiques mais ayant un accent très moderne. Pratiqué par les cubistes d’abord, par les dadaïstes et les surréalistes par la suite, le collage évolue en fonction des pratiques qu’en ont les artistes. Gores a la particularité de composer des toiles se contemplant en deux temps :  de près on voit une œuvre abstraite composée de diverses formes géographiques, et trois pas en arrière on assiste à une combination d'éléments créant une image, un visage, une personne.
Dès le début des années 1910, les cubistes Georges Braque et Pablo Picasso (avec sa Nature morte à la chaise cannée - 1912) intègrent à leurs tableaux les premiers fragments disparates qu'ils collent sur leurs toiles (papier kraft, papier journal, papier de couleurs et parfois des partitions). Dans les années 1940, l'usage du collage est devenu une pratique très courante, après la manifestation de celle-ci dans le dadaïsme et le surréalisme (ex:  Edward Verrall Lucas, George Morrow, Max Ernst, etc.)  et le public devient familier avec cette technique qu'il retrouve dans nombreuses expositions. 

## Expositions
Les tableaux de Derek Gores sont exposés dans de nombreuses galeries autour du monde (New York, Sydney, Miami, Los Angeles, Paris, etc.). 

### 2017
- Artclub Paris, Paris, France
- Laguna Gallery of Contemporary Art, Laguna Beach
- Charlestown, Charlestown
- Cass Contemporary Tampa
- Thinkspace Gallery, Los Angeles
- 19Karen Gallery, Mermaid Beach, Australie
- Moen Mason Gallery, Tucson
- White Porch Gallery, Miami
- Derek Gores Gallery, Melbourne
- Baisden Gallery Tampa
- Butler Goode Gallery, Sydney, Australie
- Parlor Gallery, Asbury Park

### Années précentes
- Icon-au / Fashion Week London Collage couture, Icon, Londres, 2 septembre 2015
- LAX/LHR Thinkspace in London Stolen Space, Londres, 3 septembre 2015
- Tucson Fashion Week, Moen Mason Gallery / The Block Party Tucson, 15 octobre 2015
- Aqua Art Miami Aqua Hotel, 3 décembre - 7 décembre 2014
- Scope Miami with Thinkspace Gallery Scope, 1er décembre - 7 décembre 2014
- Thinkspace @ Scope Miami Scope, 3 décembre - 8 décembre 2013
- LAX/PDX at Together Gallery Portland, 31 mars	- 24 avril 2012
- Thinkspace Gallery, Torn and Tattered show with Craig Skibs Barker and Liz Brizzi, 12 mars - 26 mars 2011
- Re:Form School, Group exhibition New York City, 8 octobre - 11 octobre 2010
- Love Conquers all Group show, Thinkspace, 7 août - 28 août 2010
- Thinkspace 5th anniversary show, Group Exhibition Los Angeles, 6 novembre 2010
- This is the sea, Solo Exhibition, Slow Gallery Melbourne, 16 octobre 2010
- Still Life Invitational Group show, Elliott Fouts Gallery Sacramento, 9 octobre 2010
- Torn Solo exhibition, Baisden Gallery Tampa, 11 septembre 2010
- Under 40, exposition collective, Elliott Fouts Gallery Sacramento, 1er août 2010
- Blank Space Gallery, Orlando, 25 mars 2010
- Love, exposition collective, Slow Gallery Melbourne, 2010
- Robot Love v 2.0, exposition collective, Melbourne, 2010
- Manifest equality, exposition collective par Yosi Sergant et Apple Via, 2010
- Gallery Provocateur, exposition collective, Chicago, 2010
- Elliot Fouts Gallery Go Figure!, exposition collective, Sacramento, 2010
- Motorcycle: Art On The Road To Good And Evil, exposition collective, Museum of Florida Art Deland, 2009 (curateur Josh Garrick)
- Manifest Hope, exposition collective, Irvine Contemporary Gallery Washington DC, 2009	(Jury par Shepard Fairey, Spike Lee, et al.)
- Robot love Group show, Brevard Art Museum Melbourne, 2009	(curateur Kevon Greenidge)
- Nude Nite, exposition collective, Orlando/Tampa, 2009
- 1, exposition collective, Slow Gallery Melbourne, 2009
- Déjà vu, exposition collective, Slow Gallery Melbourne, 2009
- Torn Solo show, 321 Agency Melbourne, 2009
- Parlor Gallery, exposition collective, Asbury Park, 2009
- The Fine Line Group show, 321 Agency Melbourne, 2008 (curateur Cliffton Chandler)
- Sublime Of The Time, exposition collective, 321 Agency Melbourne, 2008
- Urban Subversion, exposition collective, Imago Gallery Melbourne, 2007